# サッドティー
『サッドティー』（SAD TEA）は、2013年製作の日本映画。2014年5月31日公開。

## 概要
『こっぴどい猫』の今泉力哉が、監督・脚本を担当。映画専門学校「ENBUゼミナール」による劇場公開映画製作ワークショップ「CINEMA PROJECT」の第2弾作品として製作された。ゲスト俳優として内田慈を招いた以外は、若手俳優が出演している。
第26回東京国際映画祭「日本映画スプラッシュ」部門に正式出品。
2014年5月31日、東京都渋谷・ユーロスペースをはじめ、全国で順次上映された。

## ストーリー
二股を解消したい映画監督とその二人の彼女、店員に一目惚れしてしまう男、10年間アイドルを思い続けているファン、そんなファンの存在を知った結婚間近の元アイドル。
様々な恋愛を通して「ちゃんと好き」ということについて考える、恋愛群像映画。

## キャスト
- 柏木芯 - 岡部成司[1]
- 青木棚子 - 青柳文子[1]
- 朝日隼也 - 阿部隼也[1]
- 加藤夕子 - 永井ちひろ[1]
- 土田緑 - 國武綾[1]
- 町田純次 - 二ノ宮隆太郎[1]
- ボンさん - 富士たくや[1]
- 今川雅子 - 佐藤由美[1]
- 早稲田高義 - 武田知久[1]
- 松本園子 - 星野かよ[1]
- 橋本宗 - 吉田光希[1]
- 甲本夏 - 内田慈[1]

## スタッフ
- 監督・脚本・編集 - 今泉力哉[2]
- プロデューサー - 市橋浩治[2]
- 制作 - 松尾圭太・後藤貴志[2]
- 撮影監督 - 岩永洋[2]
- 録音・整音 - 根本飛鳥[2]
- 音楽 - トリプルファイヤー[2]
- 助監督 - 平波亘[2]
- ヘアメイク - 寺沢ルミ[2]
- スチール - 天津優貴[2]
- キャスティング協力 - 吉住モータース
- 配給[2]・宣伝 - SPOTTED PRODUCTIONS
- 製作 - ENBUゼミナール[2]

## DVD
2014年12月24日発売。
- 発売元 - VAP
- 販売元 - VAP